# Frodoichthys luopingensis
Frodoichthys luopingensis è un pesce osseo estinto, probabilmente appartenente agli alecomorfi. Visse nel Triassico medio (Anisico, circa 245 - 242 milioni di anni fa) e i suoi resti fossili sono stati ritrovati in Cina.

## Descrizione
Questo piccolo pesce non superava solitamente i 4 centimetri di lunghezza. Era dotato di un corpo compatto, con una testa relativamente grossa e un muso corto. La pinna dorsale era posta appena dopo la metà del corpo, mentre quella anale era leggermente più arretrata. Le pinne pelviche erano poste direttamente sotto la pinna dorsale ed erano di piccole dimensioni, mentre la pinna caudale era bilobata. Frodoichthys era caratterizzato da un tetto cranico piuttosto corto e largo, con ossa dermiche ornamentate principalmente da accumuli di ganoina o da deboli creste. Le ossa nasali erano grandi e suturate l'una all'altra medialmente. Era inoltre presente una singola fila di cinque o sei suborbitali, che si estendevano in avanti al di sotto dell'orbita. I pori del canale sensorio erano ben sviluppati, a eccezione di quelli sugli infraorbitali. La mascella era dotata di un corto processo articolare anteriore, mentre il canale sensorio del preopercolare era dotato di aperture nei pressi del margine posteriore dell'osso. Il quadratojugale era a forma di goccia e ricoperto da ganoina. L'interopercolo era triangolare e allungato, con un margine posteroventrale spinoso. Le scaglie di Frodoichthys erano lisce e dotate di un margine posteriore seghettato. 

## Classificazione
Frodoichthys era probabilmente un rappresentante arcaico degli alecomorfi, un grande gruppo di pesci che raggiunsero l'apice della loro diversificazione durante il Mesozoico, ma che attualmente sono rappresentati dalla sola Amia calva. Frodoichthys, in particolare, sembrerebbe essere strettamente imparentato con una forma del Triassico europeo, Prosantichthys, e con l'ordine dei Panxianichthyiformes. Il nome Frodoichthys è un riferimento alle piccole dimensioni dell'animale: Frodo era infatti lo hobbit protagonista del Signore degli Anelli di J. R. R. Tolkien.
Frodoichthys luopingensis venne descritto per la prima volta nel 2016, sulla base di resti fossili ritrovati nella formazione Guanling risalente all'Anisico, nei pressi del villaggio di Dawazi (contea di Luoping, provincia di Yunnan), in Cina meridionale.

## Paleoecologia
Frodoichthys abitava acque marine basse e costiere, popolate da numerosi altri pesci come Saurichthys, Perleidus, Marcopoloichthys, Gimlichthys, Lashanichthys e Kyphosichthys.